# Aaron Hernandez
Aarón Josef Hernández (Bristol, Connecticut; 6 de noviembre de 1989-Leominster, Massachusetts; 19 de abril de 2017), más conocido como Aarón Hernández, fue un jugador estadounidense de fútbol americano condenado a cadena perpetua por el delito de asesinato. Jugó en la posición de tight end y su único equipo fueron los New England Patriots de la National Football League.
Fue condenado a cadena perpetua por un homicidio y murió la madrugada del 19 de abril de 2017 tras ahorcarse en su celda, según dijeron las autoridades penitenciarias de Massachusetts. Su cerebro fue donado para investigar si tenía algún tipo de problema siendo detectado que padecía encefalopatía traumática crónica, CTE (por sus siglas en inglés), que es un daño en el cerebro que afecta el comportamiento de una persona y que es provocado por los múltiples golpes en la cabeza que suelen recibir los jugadores que practican este deporte.
En 2020, Netflix estrenó un documental sobre su vida en el que se repasa su vida de adolescente a los asesinatos y su posterior suicidio.

## Biografía

### Familia y abuso
Aaron Josef fue el hijo menor de Dennis Hernandez, descendiente de puertorriqueños, y Terri Valentine-Hernandez, de ascendencia italiana. Tenía un hermano mayor llamado Dennis Junior. Su padre falleció debido a complicaciones tras una operación de hernia cuando Aaron tenía dieciséis años. De adulto, Hernández recordaba que su madre había echado a su padre de casa en múltiples ocasiones, pero siempre le había dejado volver. La pareja se casó en 1986, se divorció en 1991 y volvió a casarse en 1996. En 1999, se declararon en quiebra. Hernández declaró más tarde que en su casa había peleas constantes. Ambos padres fueron arrestados y se vieron involucrados en delitos a lo largo de sus vidas.
Hernández tenía un hermano mayor, Dennis Jonathan Jr., conocido como D.J. Su padre los empujaba a sobresalir, incluso en los deportes, pero a menudo era abusivo con los dos chicos y con su madre. Las palizas que el padre de Hernández les daba a él y a su hermano a veces no tenían ningún motivo o estaban relacionadas con el alcohol, pero a menudo se producían cuando su padre creía que no se esforzaban lo suficiente en la escuela o en los deportes. Hernández y su hermano vivían con un miedo constante hacia su padre, pero también lo veneraban. En una ocasión, Hernández llegó al colegio con un moratón alrededor del ojo y su entrenador creyó que la lesión se debía a una agresión de su padre. En otra ocasión, su padre golpeó al entrenador de fútbol juvenil de Hernández tras una disputa sobre los métodos de entrenamiento.
En público, su padre proyectaba la imagen de alguien que había tenido algunos encontronazos con la policía, pero que había dado un giro a su vida para convertirse en un buen padre y ciudadano. En enero de 2006, cuando Hernández tenía 16 años, Dennis murió por complicaciones derivadas de una operación de hernia. Según su madre, Hernández se vio muy afectado por la muerte de su padre y exteriorizó su dolor rebelándose contra las figuras de autoridad.  Quienes lo conocían decían que nunca superó la muerte de su padre.
Hernández se distanció de su madre y se mudó con Tanya Singleton, su prima mayor. Tras la muerte de Dennis, la familia se enteró de que Terri Hernández y el marido de Singleton, Jeff Cummings, habían mantenido una relación extramatrimonial.
Después de que la relación se hiciera pública, Singleton y Cummings se divorciaron, y Cummings se mudó con Terri. Esto «enfureció» a Hernández. Fue mientras vivía con Singleton cuando Hernández se involucró más en actividades delictivas.
En una conversación desde la cárcel, Hernández acusó a su madre, Terri, de no haberle conseguido la medicación para su TDAH, lo que, según él, le causaba dificultades en la escuela. En otra llamada, le dijo: «Hay tantas cosas de las que me gustaría hablar contigo, para que puedas conocerme como persona. Pero nunca pude decírtelo. Y vas a morir sin siquiera conocer a tu hijo».
Según el hermano de Hernández, D.J., Hernández también sufrió abusos sexuales cuando era niño. Un adolescente de la casa de su niñera obligó a Hernández a practicarle sexo oral desde que Hernández tenía seis años y durante varios años.

## Trayectoria deportiva

### Universidad
Jugó al fútbol americano universitario en la Universidad de la Florida, fue miembro de un equipo del BCS National Championship, ganó los honores All-American y fue reconocido como uno de los tight end universitarios más sobresalientes de la nación.

### NFL
Hernandez fue seleccionado por los New England Patriots en la cuarta ronda del Draft de 2010, así como para el Pro Bowl después de su segunda temporada en la NFL.
El 27 de agosto de 2012 firmó una extensión de contrato con los Patriots por cinco años. El nuevo acuerdo se prolongaba hasta 2018 e incluía un bono por firmar de 12'5 millones de dólares, el mayor bono por firmar jamás dado a un tight end de la NFL. También fue el segundo de mayor extensión, después de la de su compañero Rob Gronkowski por 53 millones de dólares.

## Cargos criminales y condena

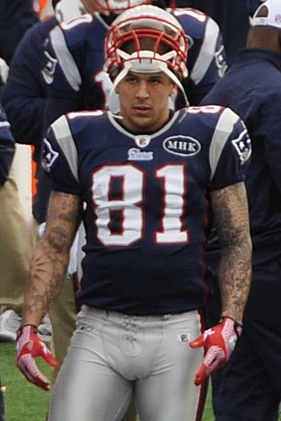
Aaron Hernandez en diciembre de 2011.

El 26 de junio de 2013, agentes policiales de North Attleborough, del departamento de policía de Massachusetts, arrestaron a Hernandez en su casa debido a su relación con la muerte a tiros del jugador semiprofesional Odin Lloyd, quien era el novio de la hermana de su prometida, y se especula que hubo conflictos de intereses. En la casa de Hernandez se encontraron restos del arma homicida, huellas dactilares y pruebas contundentes. Ese mismo día se puso al jugador en detención preventiva sin fianza, por lo que los Patriots rescindieron su contrato inmediatamente.
El 22 de agosto de 2013, fue acusado del asesinato de Odin Lloyd por un gran jurado. Hernandez también estaba bajo investigación por otros casos de violencia, incluyendo asesinatos múltiples, tanto en Florida como en Massachusetts. El 14 de abril de 2015, después de dos años de juicio, fue sentenciado a cadena perpetua por el asesinato en primer grado de Odin Lloyd, sin derecho a libertad condicional.
El exjugador, que cumplía cadena perpetua por homicidio en el Centro penitenciario Souza Baranowski de Shirley (Massachusetts), fue encontrado por los guardias ahorcado en su celda poco después de las 3 de la madrugada el 19 de abril de 2017, indicó en un comunicado el portavoz del Departamento de Correccionales Christopher Fallon, días después de haber sido declarado inocente de otros cargos que tenía en su contra.
Estaba en una celda para una persona dentro de una unidad de población reclusa general en la prisión estatal de máxima seguridad. Se ahorcó utilizando una sábana que amarró a una ventana de la celda, intentó bloquear la puerta de la celda desde dentro atascando la puerta con varios objetos.

## Vida personal

### Relaciones
En 2007, Hernández empezó a salir con Shayanna Jenkins, una chica a la que conocía desde la escuela primaria. Su hija Avielle nació en 2012, el mismo mes en que la pareja se comprometió, también el mes en que Hernández compró una casa de 1,3 millones de dólares, con cuatro pisos con una piscina en el suelo en North Attleborough (Massachusetts), donde la familia vivía junta. Jenkins se mudó con Hernández en 2011, durante su segunda temporada con los Patriots.
Tras descubrir que la engañaba, Jenkins se mudó, pero regresó en el verano de 2012. Durante el juicio de Hernández por el asesinato de Odin Lloyd, se afirmó que Hernández había flirteado y besado a la niñera que cuidaba de su hija.  Jenkins testificó ante el tribunal que quería que su relación funcionara, y que para ello tenía que ceder en algunos de sus comportamientos. Dijo a la policía que cocinaba y limpiaba y que conocía su papel. Hernández y Jenkins nunca se casaron.

### Sexualidad
Después de la muerte de Hernández, un compañero de equipo de la escuela secundaria, Dennis SanSoucie, describió una relación homosexual secreta entre los dos entre los grados 7 y 11. El compañero de equipo declaró que Hernández tuvo muchas parejas sexuales, hombres y mujeres, durante este tiempo. El hermano de Hernández, D.J., Leontire, que también es gay, dijo que «era claramente gay» y describió el «inmenso dolor que le causó» y el odio a sí mismo que le produjo crecer en una cultura homófoba. Según Leontire, Hernández creía que el abuso sexual que sufrió de niño lo había convertido en gay. SanSoucie declaró que Hernández estaba aterrorizado de que su padre se enterara de su sexualidad. Sin embargo, SanSoucie declaró que creía que Hernández no se avergonzaba de quien era y que estaba orgulloso de su sexualidad. «Ser bisexual no tiene ninguna diferencia con ser un atleta o simplemente ser uno mismo. ... Simplemente, no podía decir nada en ese momento. No hubo nadie en la NFL que diera la noticia», dijo SanSoucie en una entrevista.
Tras escuchar más de 300 llamadas telefónicas grabadas, The Boston Globe informó de que Hernández era «propenso a despotricar de forma homófoba» y que, en una llamada telefónica, admitió que se sentía atraído por los hombres y que eso le hacía estar «enfadado todo el tiempo». El receptor de los Patriots Brandon Lloyd dijo que su compañero de equipo Wes Welker le había advertido de que Hernández expondría sus genitales y hablaría de sexo gay. «Todo en Aaron era una lucha», dijo a People un antiguo compañero de equipo de la Universidad de Florida. «Tenía muchos ataques de ira, por cosas insignificantes. Y cuando empezaba, no podía parar». El compañero de equipo también declaró: «Quería ser el gran hombre del campus que se acostaba con un montón de mujeres, pero luego se encontraba con chicos en secreto. Las chicas eran públicas, los chicos no. No era su única lucha, pero era una lucha para un tipo como Aaron".
Los fiscales tenían la intención de plantear la cuestión de su sexualidad durante el juicio por doble homicidio de 2012, una perspectiva que asustó a Hernández, quien deseaba mantener su sexualidad en secreto. Tras su muerte, su prometida Shayanna Jenkins dijo sobre su sexualidad: «Aaron era un hombre para mí. No vi ningún indicio de que fuera gay u homosexual. Ojalá hubiera sabido cómo se sentía, para poder hablar de ello. No le habría repudiado. Le habría apoyado. No puedo culparle si se sentía así. Cuando quieres tanto a alguien, quieres estar ahí para apoyarle. El hecho de que sintiera que no podía salir del armario conmigo o que no podía contarme esas cosas me duele, porque teníamos ese vínculo. He aceptado que puede que fuera como decían que era, o que puede que no sea verdad. En cualquier caso, no lo sabré".

### Paranoia
D.J. describió a Hernández como un adulto cada vez más paranoico que creía que la Oficina Federal de Investigación y otras personas iban a por él. D.J. dijo que dormía con un gran cuchillo junto a su cama y coleccionaba un gran número de armas para su protección. Tras el tiroteo de 2013 contra Alexander Bradley, Hernández contrató a un amigo de Bristol para que le sirviera de guardaespaldas las 24 horas del día. También instaló un sofisticado sistema de vigilancia en su casa. Poco después, Hernández se acercó al entrenador Bill Belichick «en un estado de paranoia cada vez mayor», diciendo que temía por la seguridad de su familia. El agente de Hernández testificó que Hernández solicitó la reunión porque temía por su vida. Hernández solicitó un intercambio a un equipo en el otro lado del país, pero la solicitud fue denegada.
En abril de 2013, Hernández compró un coche usado con dos pistolas y dos rifles en su interior. También compró un Chevrolet Suburban que había sido acondicionado como coche blindado. Hizo instalar compartimentos secretos en los vehículos para guardar armas de fuego. Cuando lo llevaban, se negaba a viajar en coches sin cristales tintados por miedo a que alguno de sus enemigos pudiera verlo. Sus compañeros de equipo decían que Hernández era propenso a los cambios de humor y que se volvía más agitado con el paso del tiempo. Se decía que pasaba de ser hipermasculino a hablar de acurrucarse con su madre. Como patriota, fumaba grandes cantidades de marihuana y consumía otras drogas, incluida la cocaína.

## En otros medios
La detención, condena y muerte de Hernández atrajo una gran atención mediática, especialmente debido a la creciente preocupación por la ETC en los atletas. Su vida fue el centro de una investigación del equipo Spotlight del Boston Globe en 2018 y de un podcast llamado «Gladiator: Aaron Hernández & Football, Inc».
Un documental de Netflix titulado Killer Inside: The Mind of Aaron Hernandez se estrenó el 15 de enero de 2020.
La serie de FX American Sports Story se centra en el ascenso de Hernández en la NFL antes de su caída, con Josh Andrés Rivera interpretando a Hernández.